# Alexander Mack
Alexander Mack, född i juli 1679, död 19 januari 1735, var en tysk anabaptistpionjär. Hans anhängare har kallats ""Schwarzenaubröder", "Tyska baptister" eller "Dunkers". Idag tillhör de flesta av dem kyrkor anslutna till Brethren World Assembly.

## Biografi

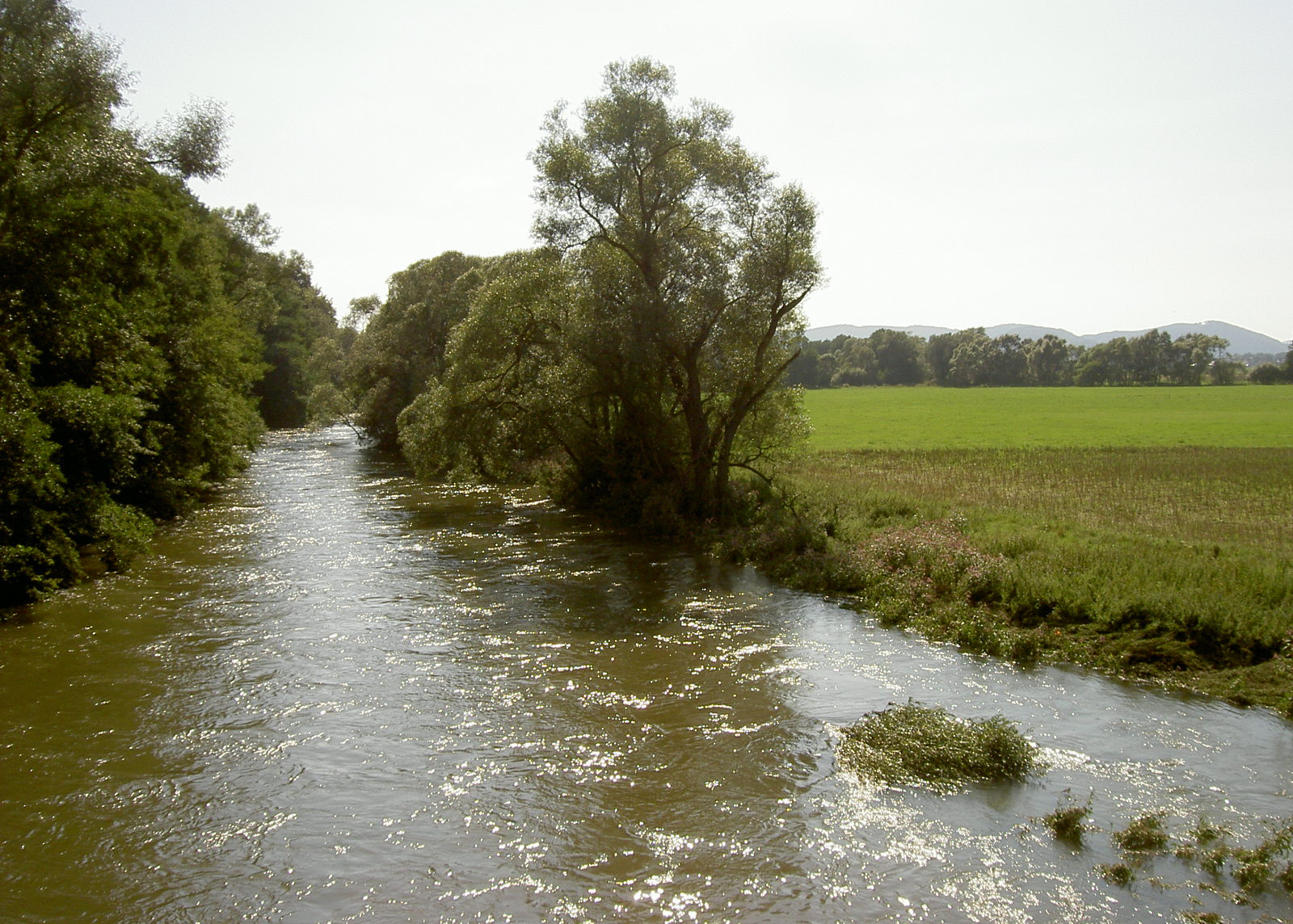
Eder en Schriesheim

Alexander Mack föddes i Schriesheim, norr om Heidelberg i Pfalz. 
Under det Pfalziska tronföljdskriget tvingades familjen flera gånger söka sin tillflykt till närbelägna kullar. Dessa upplevelser grundlade hos den unge Mack en avsky för krig och militarism.
Efter kriget övertog Mack sin fars kvarn och gifte sig 1701 med Anna Margaret Kling. Makarna kom snart i kontakt med pietistiska väckelsepredikanter i området och började hålla olagliga bönemöten i det egna hemmet. Den 22 augusti 1706 ledde predikanten Ernst Christoph Hochmann en sådan samling i Macks kvarn, då stadens reformerta präst stormade in och avbröt sammankomsten. Mötesdeltagarna förhördes av polisen och hotades med arrest. Hochmann och hans anhängare valde då att fly till staden Schwarzenau där greven Heinrich Albrecht av Sayn-Wittgenstein upprättat en fristad åt olika religiösa minoritetsgrupper. Det unga paret Mack och deras två små söner hörde till denna grupp.
Året därpå reste Alexander Mack och Hochmann på flera vidsträckta predikoturnéer i både Tyskland och Schweiz, för att stödja och uppmuntra förföljda trossyskon. Man kom då bland annat i kontakt med mennoniter som gjorde ett starkt intryck på Mack.
Resorna upphörde sedan Hochmann fängslats. Mack blev då ensam ledare för pietisterna i Schwarzenau. 
Under de bönemöten och bibelstudier som Mack ledde väcktes allt oftare frågan om troendedopet som det mest bibliska, något som mennoniterna förfäktade.
Sommaren 1708 anlände två "främmande bröder" (troligen holländska kollegianter) till Schwarzenau och började förkunna troendedop - men genom framstupa nedsänkning och inte genom begjutning som mennoniterna praktiserade. Man tog till sig denna lära och kom också till slutsatsen att dopet borde ske genom trefaldig nedsänkning, i Faderns, Sonens och den Helige Andes namn.
I början av augusti samlades åtta personer vid floden Eder. En av dem utsågs genom lottdragning till att döpa Mack, som sedan döpte de andra sju. 
Den nybildade församlingen samlades regelbundet till kärleksmåltider i Macks hem. Kvinnorna satt runt ett bord, männen runt ett annat. Efter att tid lämnats för en stunds självrannsakan läste Mack eller någon annan av de äldste ur Johannesevangeliet 13:1-17 om hur Jesus tvättar lärjungarnas fötter. Mötesdeltagarna tvättade därefter varandras fötter. Efter en bordsbön intog deltagarna under tystnad en enkel måltid. Sedan läste man om hur Jesus dömdes och korsfästes varefter Mack välsignade ett osyrat bröd, bröt det och delade det med en av sina bordsgrannar. På så sätt åt man brödet och delade det med varandra. Vinet dracks ur en gemensam bägare. Efter nattvarden sjöngs en avslutande psalm varefter man åtskiljdes i stillhet.
De följande åren reste Mack flitigt runt i Tyskland, undervisade och döpte. Församlingar bildades i Marienborn, Sachsen-Anhalt och i Krefeld. Men förföljelser drabbade dem och man beslutade sig att flytta till platser där man var fri att utöva sin tro. 
1719 emigrerade en stor grupp från församlingen i Krefeld till Germantown, Philadelphia under ledning av Peter Becker.
Året därpå flyttade Mack och hans 200 församlingsmedlemmar från Schwarzenau till byn Surhuisterveen i Friesland där de försörjde sig genom torvbrytning. I september 1720 drabbades Alexander Mack av dubbel sorg då först hans hustru och kort därefter hans sexåriga dotter avled. 
1729 lämnade Mack och omkring 100 av hans anhängare Nederländerna, via Rotterdam, med hjälp av kollegianter och mennoniter och seglade till USA där man anslöt sig till sina trosfränder i Germantown. Rörelsen växte och flera församlingar grundades i Lancaster County, Pennsylvania. Men splittring uppstod också snart. 1732 grundade Conrad Beissel och hans anhängare en kommunitet i Ephrata, Mystic Order of the Solitary som firade sabbat på lördag.
1735 dog Mack.